# Cisurupan (Cibiru)
Cisurupan is een bestuurslaag in het regentschap Kota Bandung van de provincie West-Java, Indonesië. Cisurupan telt 10.824 inwoners (volkstelling 2010).